# Elżbieta Biernat
Elżbieta Biernat – polska literaturoznawczyni, doktor habilitowany.

## Życiorys
Pracowała na stanowisku profesora nadzwyczajnego w Instytucie Filologii Wschodniosłowiańskiej na Wydziale Filologicznym Uniwersytetu Gdańskiego, oraz jest członkiem w Laboratorium Niedogmatycznej Duchowości.